# Wola Piotrowa
Wola Piotrowa ist eine Ortschaft mit einem Schulzenamt der Gemeinde Bukowsko im Powiat Sanocki der Woiwodschaft Karpatenvorland in Polen.

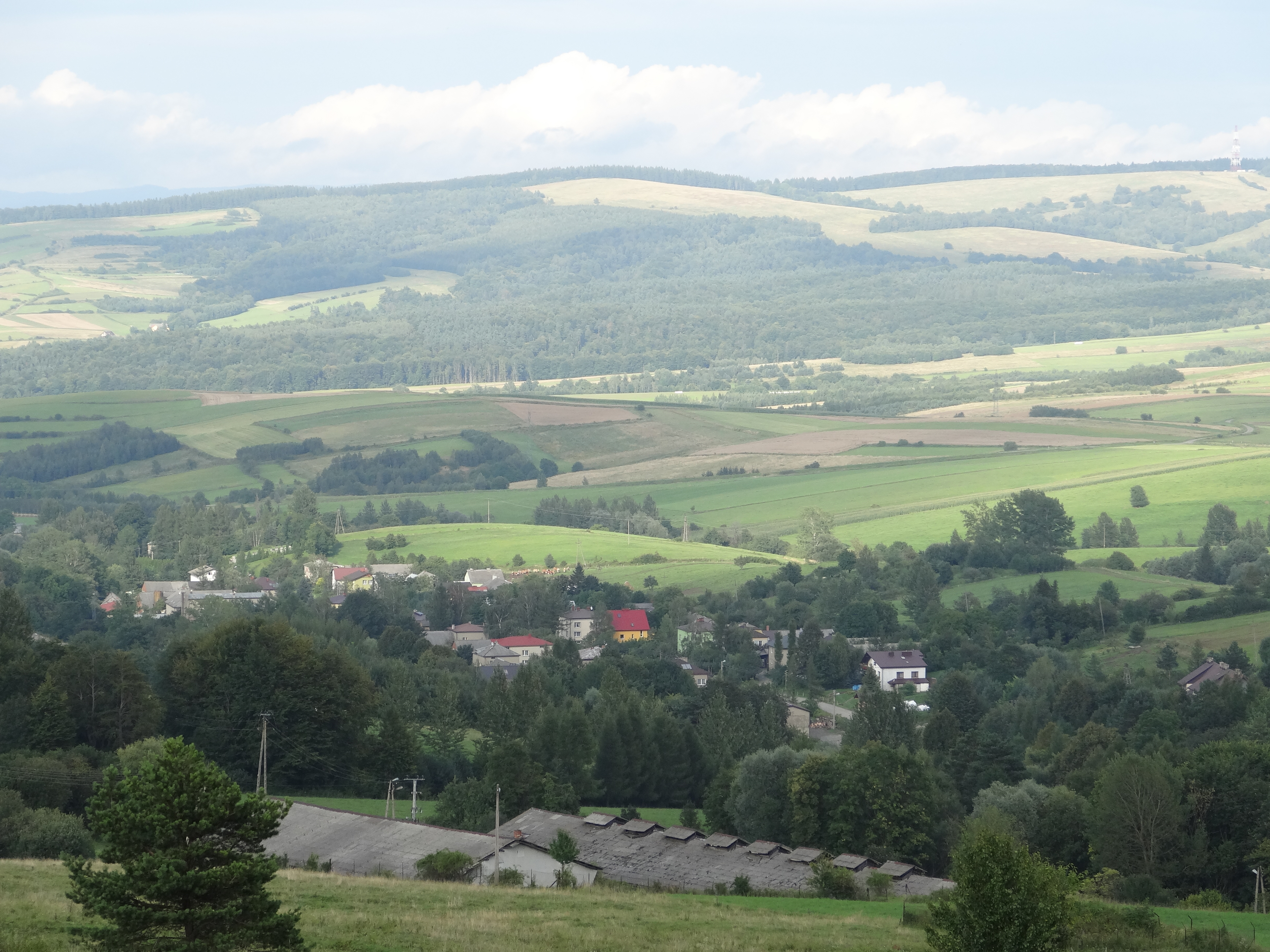
Blick auf Wola Piotrowa

## Geographie
Der Ort liegt in den Niederen Beskiden, im sogenannten Lemkenland. Die Nachbarorte sind Tokarnia im Nordwesten, Bukowsko im Norden, Karlików im Südwesten, sowie Wisłok Wielki im Südwesten.

## Geschichte
Der Ort wurde im frühen 16. Jahrhundert nach dem Walachischem Recht gegründet und im Jahr 1526 war Pyothrowa Wolya noch steuerfrei.
Das Dorf gehörte zunächst zum Königreich Polen (ab 1569 in der Adelsrepublik Polen-Litauen), Woiwodschaft Ruthenien, Sanoker Land. Bei der Ersten Teilung Polens kam Wola Piotrowa 1772 zum neuen Königreich Galizien und Lodomerien des habsburgischen Kaiserreichs (ab 1804).
Nach dem Ende des Ersten Weltkriegs und dem Zusammenbruch der k.u.k. Monarchie kam Wola Piotrowa 1918 zu Polen. Unterbrochen wurde dies nur durch die Besetzung Polens durch die Wehrmacht im Zweiten Weltkrieg.
1944 wurde ein Teil der Bewohner in die sowjetische Ukraine umgesiedelt, der Rest wurde in der Aktion Weichsel zwangsweise ausgesiedelt. Von der lemkischen Bevölkerung und 60 Bauernhöfen blieb danach nur ein Kreuz an der Stelle der griechisch-katholischen Kirche. Im Winter 1966/1967 siedelten sich dort die ersten protestantischen Familien aus Ustroń im Teschener Schlesien, aber besonders aus der polnischen Minderheit in der Gemeinde in Dolní Žukov (polnisch Żuków Dolny, deutsch Nieder Zukau) im Olsagebiet in der Tschechoslowakei, wo die Situation für sie schlimmer war, an, darunter nur zwei Bauern. Die Siedler, mehrheitlich ohne bäuerliche Erfahrungen, wurden religiös motiviert und suchten nach einer größeren Freiheit für ihre Pfingstkirche vor den kommunistischen Behörden. Insgesamt kamen 34 Teschener-schlesische Familien. Andere Dutzende Familien folgten in den Orten Puławy und Wisłoczek. 1969 erhielt der Ort wieder nach der Aktion Weichsel das Schulzenamt. Der erste Schulz bis 1994 war Andrzej Wisełka. 1984 bauten die Pfingstler das Bethaus, eine Replik der brüderlichen Kirchengebäude in Horní Suchá (polnisch Sucha Górna, deutsch Obersuchau). Die örtliche Pfingstgemeinde führt die Tradition der 1910 im Teschener Schlesien gegründeten Organisation Związek Stanowczych Chrześcijan fort, die sich aus der lutherischen Kirche ausgegliederte, und ist heute eine von nur 7 Gemeinden dieser Kirche (Ewangeliczna Wspólnota Zielonoświątkowa) in Polen (eine Filialgemeinde von Wola Piotrowa wurde in Sanok eröffnet, ab 1993 eine unabhängige Gemeinde). Außer Pfingstlern gibt es auch Anhänger der William-Branham-Bewegung.
Von 1975 bis 1998 gehörte Wola Piotrowa zur Woiwodschaft Krosno.